# MG EX-E
La MG EX-E è una concept car presentata dal Gruppo Austin Rover al salone dell'automobile di Francoforte del 1985. Fu progettata da Roy Axe e Gerry McGovern.
Anche se alla concept car non seguì una versione prodotta su scala, servì a dimostrare l'intenzione del Gruppo Austin Rover nel progettare una spider dal marchio MG, dove erano assenti dal listino dal 1980 e non torneranno ad essere presenti fino al lancio della MG F nel 1995. Il veicolo è conservato presso l'Heritage Motor Centre di Gaydon (Regno Unito).
Il motore doveva essere il 3.0 V6 24 valvole della MG Metro 6R4 da rally.